# Smrt lorda Edgwarea
Smrt Lorda Edgwarea (izdan 1933.) je roman "kraljice krimića" u New York Timesu nazivan i Najdomišljatija slagalica zločina.

## Radnja
Glumica Jane Wilkinson obraća se Herculeu Poirotu s molbom da razgovara s njezinim mužem, lordom Edgwareom i pokuša ga uvjeriti da pristane na razvod. Poirot u razgovoru s lordom dozna da je on pristao na razvod i da je o tome već pismeno obavijestio svoju ženu. No sljedećeg jutra lord Edgware je pronađen mrtav u svojoj radnoj sobi. Viši inspektor Japp sumnjiči lady Edgware, odnosno Jane Wilkinson, međutim, ona ima čvrst alibi – u vrijeme kad se dogodilo ubojstvo bila je na večeri s još dvanaest uzvanika. Poirot će, uz pomoć kapetana Hastingsa i gospođice Lemon, pokušati otkriti pravu istinu...

## Podaci o snimanju filma i njegova adaptacija
U snimanju TV filma Smrt lorda Edgwarea sudjelovalo je mnogo ljudi koji su već prije toga imali iskustva s ekranizacijom djela Agathe Christie. Roman je dramatizirao Anthony Horowitz, scenarist koji je potpisao i scenarije sedam epizoda televizijske serije Poirot iz 1989., a redatelj Brian Farnham režirao je četiri epizoda iste serije. Glumce Davida Sucheta, Hugha Frasera, Philipa Jacksona i Pauline Moran već smo gledali kao Herculea Poirota, satnika Arthura Hastingsa, višeg inspektora Jamesa Jappa i gospođicu Felicity Lemon, u seriji Poirot i brojnim TV filmovima. Uvršten je u sedmu sezonu (2000.) serije Poirot.
Roman Smrt lorda Edgwarea bio je već dvaput ekraniziran, prvi put u istoimenom filmu još 1934., a drugi put 1985. pod američkim naslovom romana Trinaestero za večerom. Tada je Peter Ustinov glumio Poirota, David Suchet inspektora Jappa, a Faye Dunaway imala je dvostruku ulogu, Jane Wilkinson i Carlotte Adams.

## Poveznice
- Smrt lorda Edgwarea  Arhivirana inačica izvorne stranice od 14. srpnja 2014. (Wayback Machine) na Agatha-Christie.net, najvećoj domaćoj stranici obožavatelja Agathe Christie